# انتخابات أستاذ بودن للغة السنسكريتية 1860
كانت الانتخابات سنة 1860 لمنصب أستاذ بودن للغة السنسكريتية في جامعة أكسفورد عبارة عن منافسة بين مرشحين يقدمان مناهج مختلفة للمنح الدراسية السنسكريتية. كان أحدهم منير ويليامز ، وهو رجل إنجليزي تلقى تعليمه في أكسفورد وأمضى 14 عامًا في تدريس اللغة السنسكريتية لأولئك الذين يستعدون للعمل في الهند البريطانية لصالح شركة الهند الشرقية. والآخر، ماكس مولر ، كان محاضرًا ألماني المولد في جامعة أكسفورد ولقد تخصص في فقه اللغة المقارن ، علم اللغة. وكان قد أمضى سنوات عديدة في العمل على طبعة من رينج فيدا (و هي مجموعة قديمة من الترانيم الفيدية السنسكريتية) ولقد اكتسب شهرة دولية بسبب دراسته. في المقابل، عمل ويليامز على مواد لاحقة ولم يكن لديه سوى القليل من الوقت للمدرسة "القارية" للمنح الدراسية السنسكريتية التي يمثلها مولر. واعتبر ويليامز دراسة اللغة السنسكريتية وسيلة لتحقيق غاية، وهي تحويل الهند إلى المسيحية. وهي من وجهة نظر مولر، فإن عمله، رغم أنه سيساعد المبشرين، لقد كان أيضًا ذا قيمة كبيرة كهدف في حد ذاته.